# مورا (السويد)
مورا (بالسويدية: Mora, Sweden) هي بلدة تقع في السويد في Mora Municipality. يقدر عدد سكانها بـ 10,896 نسمة ومساحتها 12.36 كم2 وترتفع عن سطح البحر 155 متر.

## التاريخ
توجد اشارات لوجود الإنسان في مدينة مورا من أربعة الاف سنة قبل الميلاد، وأول مبنى موجود في مدينة مورا من القرن السابع الميلادي، بعض المباني القديمة يمكن مشاهدتها في متحف المدينة المفتوح في الهواء الطلق أو ما يسمى متحف زورن.
في نهاية سنة 1520 جاء الملك غوستاف فاسا في مورا في سبيل تحشيد الناس لاقامة ثورة ضد الجنود الدنماركيين في السويد، معظم اهالي المدينة رفضوا مساعدة الملك في البداية ولكنهم قبلوا في نهاية الامر ورافقوا كوستاف فاسا إلى حدود النرويج، وتقول الروايات ان شخصين من اهالي المدينة التقوا بكوستاف فاسا في مدينة سالين وقالوا له ان شعبك سيقوم بالقتال إلى جانبك الآن. نجحت الثورة في دحر القوات الدنماركية وتوج كوستاف فاسا ملكا على السويد.
في القرن السابع عشر الميلادي أصبحت مورا مكانا لمحاكمة الساحرات في السويد.

## المناخ
يظهر الجدول التالي التغييرات المناخية على مدار السنة لمورا:
| البيانات المناخية لـمورا               | البيانات المناخية لـمورا | البيانات المناخية لـمورا | البيانات المناخية لـمورا | البيانات المناخية لـمورا | البيانات المناخية لـمورا | البيانات المناخية لـمورا | البيانات المناخية لـمورا | البيانات المناخية لـمورا | البيانات المناخية لـمورا | البيانات المناخية لـمورا | البيانات المناخية لـمورا | البيانات المناخية لـمورا | البيانات المناخية لـمورا |
| الشهر                                  | يناير                    | فبراير                   | مارس                     | أبريل                    | مايو                     | يونيو                    | يوليو                    | أغسطس                    | سبتمبر                   | أكتوبر                   | نوفمبر                   | ديسمبر                   | المعدل السنوي            |
| -------------------------------------- | ------------------------ | ------------------------ | ------------------------ | ------------------------ | ------------------------ | ------------------------ | ------------------------ | ------------------------ | ------------------------ | ------------------------ | ------------------------ | ------------------------ | ------------------------ |
| الدرجة القصوى °م (°ف)                  | 10.5 (50.9)              | 11.5 (52.7)              | 17.3 (63.1)              | 26.4 (79.5)              | 28.0 (82.4)              | 32.4 (90.3)              | 31.7 (89.1)              | 33.0 (91.4)              | 25.4 (77.7)              | 21.6 (70.9)              | 14.4 (57.9)              | 10.9 (51.6)              | 33.0 (91.4)              |
| الحد الأقصى المتوسط °م (°ف)            | 5.4 (41.7)               | 6.1 (43.0)               | 12.4 (54.3)              | 17.6 (63.7)              | 24.3 (75.7)              | 26.7 (80.1)              | 28.2 (82.8)              | 26.1 (79.0)              | 21.5 (70.7)              | 15.6 (60.1)              | 10.2 (50.4)              | 6.1 (43.0)               | 29.2 (84.6)              |
| متوسط درجة الحرارة الكبرى °م (°ف)      | −2.3 (27.9)              | −1.1 (30.0)              | 3.9 (39.0)               | 10.2 (50.4)              | 16.0 (60.8)              | 19.8 (67.6)              | 22.4 (72.3)              | 20.2 (68.4)              | 15.7 (60.3)              | 8.5 (47.3)               | 3.1 (37.6)               | −0.5 (31.1)              | 9.7 (49.4)               |
| المتوسط اليومي °م (°ف)                 | −5.9 (21.4)              | −4.9 (23.2)              | −0.9 (30.4)              | 4.6 (40.3)               | 10.1 (50.2)              | 14.0 (57.2)              | 16.7 (62.1)              | 15.0 (59.0)              | 10.9 (51.6)              | 4.8 (40.6)               | 0.2 (32.4)               | −3.9 (25.0)              | 5.1 (41.1)               |
| متوسط درجة الحرارة الصغرى °م (°ف)      | −9.4 (15.1)              | −8.6 (16.5)              | −5.7 (21.7)              | −1.0 (30.2)              | 4.1 (39.4)               | 8.1 (46.6)               | 10.9 (51.6)              | 9.7 (49.5)               | 6.1 (43.0)               | 1.0 (33.8)               | −2.7 (27.1)              | −7.3 (18.9)              | 0.4 (32.8)               |
| الحد الأدنى المتوسط °م (°ف)            | −23.5 (−10.3)            | −22.2 (−8.0)             | −17.2 (1.0)              | −8.0 (17.6)              | −3.2 (26.2)              | 1.5 (34.7)               | 4.9 (40.8)               | 2.1 (35.8)               | −1.3 (29.7)              | −7.9 (17.8)              | −12.9 (8.8)              | −20.1 (−4.2)             | −26.4 (−15.5)            |
| أدنى درجة حرارة °م (°ف)                | −39.7 (−39.5)            | −40.5 (−40.9)            | −30.6 (−23.1)            | −22.0 (−7.6)             | −8.6 (16.5)              | −3.4 (25.9)              | 2.5 (36.5)               | −2.2 (28.0)              | −8.8 (16.2)              | −16.6 (2.1)              | −27.4 (−17.3)            | −35.0 (−31.0)            | −40.5 (−40.9)            |
| الهطول مم (إنش)                        | 36.6 (1.44)              | 25.2 (0.99)              | 24.2 (0.95)              | 26.9 (1.06)              | 57.0 (2.24)              | 80.4 (3.17)              | 84.5 (3.33)              | 83.2 (3.28)              | 42.3 (1.67)              | 50.8 (2.00)              | 42.6 (1.68)              | 32.7 (1.29)              | 586.4 (23.1)             |
| المصدر #1: SMHI Open Data              |                          |                          |                          |                          |                          |                          |                          |                          |                          |                          |                          |                          |                          |
| المصدر #2: SMHI climate data 2002–2018 |                          |                          |                          |                          |                          |                          |                          |                          |                          |                          |                          |                          |                          |

## توأمة
لمورا (السويد) اتفاقيات توأمة مع:
- تشانغتشون (2005 - )[4]

## أعلام
- غونار أريكسون
- هانس اولسون
- ميكائيل هوقلند
- جون اولسون
- نيلس كارلسون